# Longphort
Longphort (pl. longphuirt) es el término que usaban en Irlanda para el muelle de amarre asignado a un barco vikingo o una fortaleza temporal naval en la ribera. Los primeros longphuirt se construyeron como lanzaderas para las incursiones vikingas en la Irlanda medieval. 
Estas fortificaciones navales estaban emplazadas en las riberas de los ríos, a veces en ambos flancos para la defensa durante el anclaje y amarre de los barcos. Estaban situados en lugares para facilitar la defensa, bien abrigados y con rápido acceso al mar.
La palabra aparece por primera vez en Irlanda en el año 841 en los anales irlandeses con los asentamientos vikingos en Linn Duachaill y Dublín. También aparece en las descripciones de los asentamientos de Waterford en 914 y Limerick en 922 posiblemente por las fuerzas de la dinastía de los Uí Ímair. La mayoría de estas fortificaciones navales no perduraron, pero otros como Dublín se convirtieron en grandes ciudades igual que otros asentamientos hiberno-nórdicos de éxito como Corcaigh, Waterford, Wexford y Limerick.

## Etimología
Esta palabra compuesta la popularizaron probablemente los monjes irlandeses a partir de la palabra latina «longus» (grande), reflejado del nórdico antiguo «lang» con el mismo significado; y del latín «portus», que significa puerto. Hay muchas ciudades y condados que reflejan la influencia de los longphorts, lo que sugiere que en algún momento de su historia hubo un asentamiento naval de ese tipo en la zona. No obstante, se desconoce qué terminología utilizaban los vikingos para sus bases fluviales. Los anales del siglo IX solo mencionan los accesos a Dublín por el río Liffey, Waterford por el río Barrow, Limerick por el río Shannon y Annagassan por el río Boyne, sin más detalles.